# Waldwiesen und Moore im Neuwirtshauser Forst
Waldwiesen und Moore im Neuwirtshauser Forst este o arie protejată (arie specială de conservare — SAC, sit de importanță comunitară — SCI) din Germania întinsă pe o suprafață de 184,64 ha, integral pe uscat.

## Localizare
Centrul sitului Waldwiesen und Moore im Neuwirtshauser Forst este situat la coordonatele 50°13′04″N 9°53′53″E / 50.2178°N 9.8981°E.

## Înființare
Situl Waldwiesen und Moore im Neuwirtshauser Forst a fost declarat sit de importanță comunitară în martie 2001 pentru a proteja un număr necunoscut de specii din flora spontană și fauna sălbatică aflate în arealul zonei. Situl a fost protejat și ca arie specială de conservare în aprilie 2016.

## Biodiversitate
Situată în ecoregiunea continentală, aria protejată conține 5 habitate naturale: Formațiuni ierboase bogate în specii de Nardus, dezvoltate pe substraturi silicioase în zone montane (și în zone submontane, în Europa continentală), Pajiști cu Molinia pe soluri calcaroase, turboase sau argilos-nămoloase (Molinion caeruleae), Fânețe de joasă altitudine (Alopecurus pratensis, Sanguisorba officinalis), Mlaștini turboase de tranziție și turbării mișcătoare, Mlaștini împădurite.
La baza desemnării sitului se află un număr nedeclarat de specii protejate.